# 三特质
三特質，又稱三德（Guṇa），古印度六派哲學之一的數論派之重要哲學概念，即純質（sattva/ सत्त्व ）、激質（Rajas/ रजस्）、闇質（tamas/ तमस्），也稱為悦性、激性、惰性。前者為前進和發展的原動力；後者相反，是保持原狀態或回歸的原動力；中間者則介於二者之間，為中立的原動力，它按照自己的利益行事。人們的心理都有這三種特性，沒有悅性，不能認知事物；沒有激性，不能運動；沒有惰性，就沒有穩定性和一致性。三特質的平衡就是悅性狀態。